# Praktica Super TL 500 und Super TL 1000

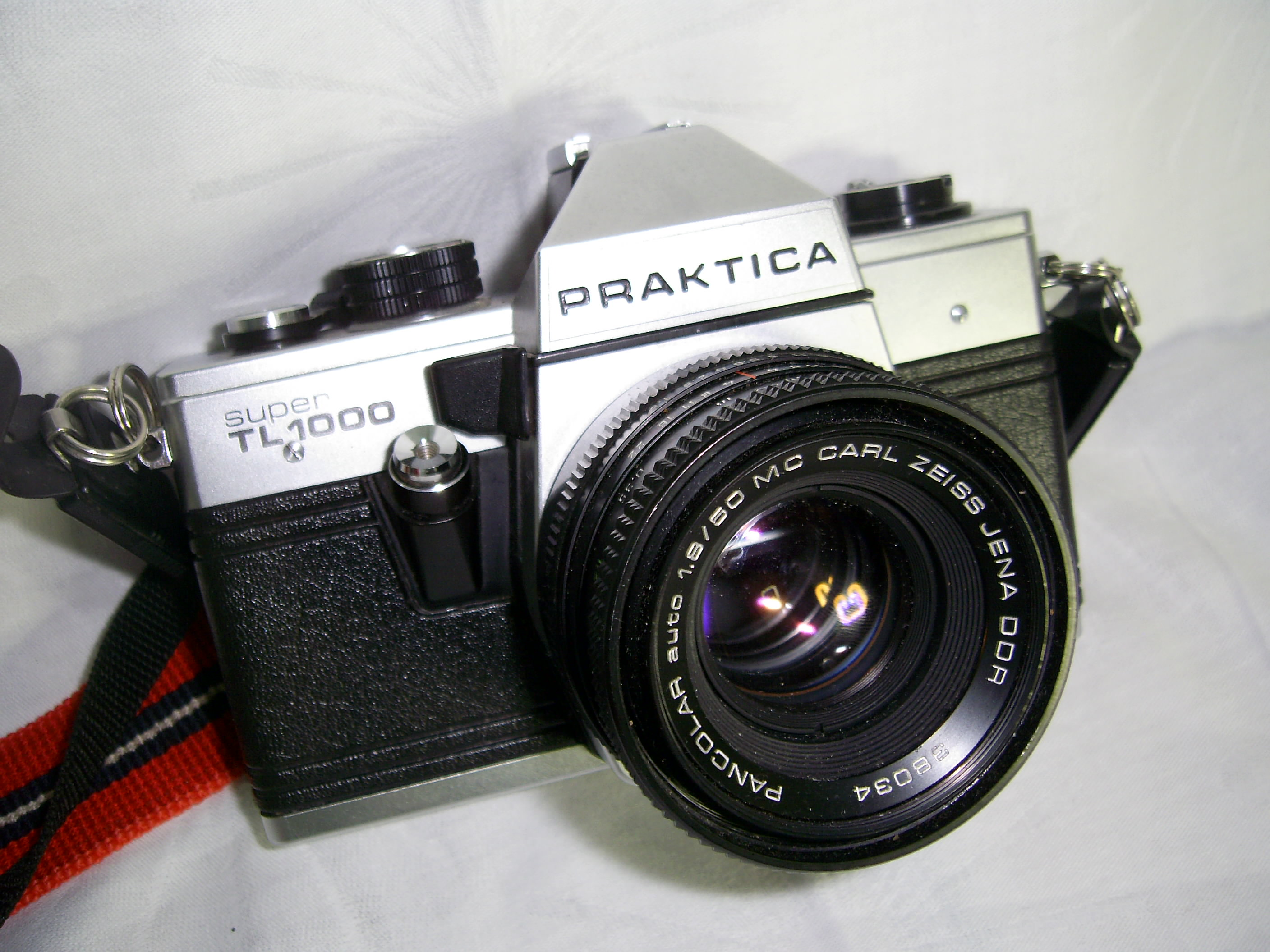
Praktica super TL 1000

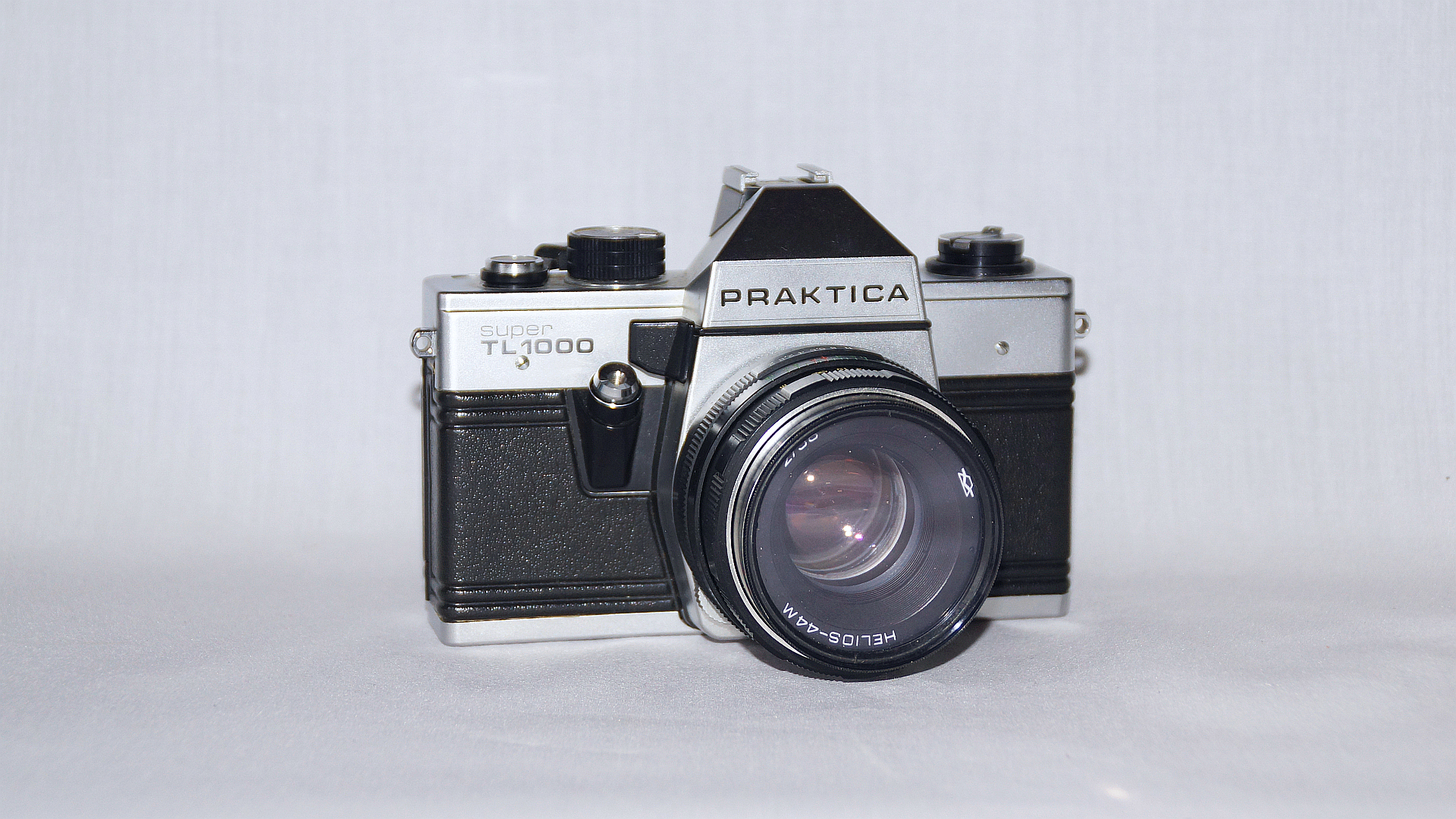
Praktica super TL 1000

Die Modelle Praktica super TL 500 und die Praktica super TL 1000 gehören zur dritten Generation der von Pentacon gefertigten Spiegelreflexkameras der Marke Praktica und erschienen etwa gleichzeitig mit den Modellen der MTL-Reihe. Aufgrund der Vielzahl der auf den Markt gebrachten Modellvarianten ist hier eine Spezifizierung für die TL- und die MTL-Baureihen zu platzaufwändig. Als Produktionszeitraum für die Modellvarianten Praktica super TL 1000 ist die Zeit von Februar 1980 bis Dezember 1984 maßgebend; die Modellreihe Praktica super TL 500 wurde im Wesentlichen nur im Jahr 1981 produziert. Die Baureihe der Praktica MTL 3 Modelle wurde von März 1978 bis Februar 1984 produziert, für die Modellvarianten MTL 5 gilt der Zeitraum von 1983 bis 1985. Von den Baureihen „super TL“ und „MTL“ wurden knapp 1,8 Millionen Kameras auf den Markt gebracht.
Die Zahl in der Produktbezeichnung weist dabei auf die kürzeste mögliche Verschlusszeit hin, die bei 1/500 bzw. 1/1000 Sekunde liegt. Diese beiden Modelle waren den MTL-Varianten sehr ähnlich, es fehlten jedoch der Selbstauslöser und die Anschlussbuchse für den externen Blitz.
Wie alle anderen Prakticas vor der Einführung des Prakticar-Bajonetts hatten auch die Super TL 500/1000 Modelle ein M42-Gewinde für den Objektivanschluss. Die Bajonett-Varianten ab 1980 waren zunächst erst auf die Praktica-B-Modelle beschränkt. Offenblendmessung gab es nicht, stattdessen Innenbelichtungsmessung mit Abblendtaste, die ggf. auch zur Beurteilung der Schärfentiefe verwendet werden konnte, was jedoch durch die dunkle Mattscheibe mit ihren ausgeprägten Fresnel-Ringen stark erschwert wird.
Der Belichtungsmesser wird von einer Knopfzelle gespeist, der über die Abblendtaste eingeschaltet wird. Die übrige Steuerung der Kamera ist, wie damals üblich, batterieunabhängig.